# L.T.F. Gamut
L. T. F. Gamut is een collectief van de Nederlandse logici Johan van Benthem, Jeroen Groenendijk, Dick de Jongh, Martin Stokhof en Henk Verkuyl.  Logica, taal en betekenis is een van de meest gerespecteerde en veelgebruikte academische handboeken over formele logica. De afkorting Gamut staat voor: Groningen, Amsterdam, Utrecht, de steden waar deze logici universitair aan verbonden waren of zijn. De letters L.T.F. staan voor de disciplines Logica, Taal en Filosofie die in dit handboek aan de orde komen.

## Publicaties
- Logica, taal en betekenis I: inleiding in de logica, Het Spectrum, 1982.
- Logica, taal en betekenis II: intensionele logica en logische grammatica, Het Spectrum, 1982.
- Logic, Language and Meaning, Volume I: Introduction to Logic, University of Chicago Press, 1991. Vertaling en revisie van Logica, taal en betekenis I.
- Logic, Language and Meaning, Volume II: Intensional Logic and Logical Grammar, University of Chicago Press, 1991. Vertaling en revisie van Logica, taal en betekenis II.